# ソルボース
ソルボース (sorbose, Sor) は、ヘキソース及びケトースに分類される単糖の一種である。
天然にはL型の方が多く、自然界から見つかった初めてのL型糖である。天然では、D-グルコースを酢酸菌やグルコン酸菌で発酵させることにより得られる。
- 合成アスコルビン酸の原料となる。
- 食品添加物として認められており、甘味料として用いられる。
- 水溶液中では異性化を起こし、環状構造との混合物となる（変旋光）。平衡状態に達したときに最も存在比が高いのは α-ピラノース体である。